# 7269 Alprokhorov
7269 Alprokhorov eller 1975 VK2 är en asteroid i huvudbältet som upptäcktes den 2 november 1975 av den ryska astronomen Tamara Smirnova vid Krims astrofysiska observatorium på Krim. Den har fått sitt namn efter nobelpristagaren Aleksandr Prochorov.
Asteroiden har en diameter på ungefär sex kilometer.